# Neocautinella
Neocautinella Baert, 1990 è un genere di ragni appartenente alla famiglia Linyphiidae.

## Distribuzione
L'unica specie oggi attribuita a questo genere è stata rinvenuta in America meridionale: finora sono stati reperiti esemplari nella parte occidentale del continente, in Perù, Ecuador, Bolivia e isole Galapagos.

## Tassonomia
Per la determinazione delle caratteristiche di questo genere sono stati esaminati da Baert gli esemplari di Neocautinella ochoai Baert, 1990, dal 2007 ritenuti sinonimi della specie principale.
A dicembre 2011, si compone di una specie:
- Neocautinella neoterica (Keyserling, 1886)[3] — Ecuador, Perù, Bolivia, Isole Galapagos

### Sinonimi
- Neocautinella ochoai Baert, 1990; questi esemplari sono stati riconosciuti sinonimi di N. neoterica (Keyserling, 1886) a seguito di un lavoro dell'aracnologo Miller del 2007[1].